# Howard Levy

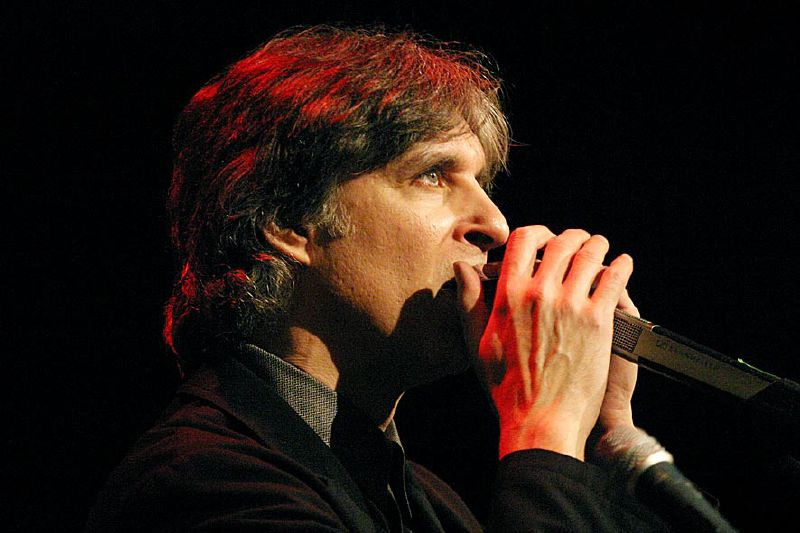
Howard Levy

Howard Levy (* 31. Juli 1951 in Brooklyn, New York City) ist ein US-amerikanischer Mundharmonikaspieler und Pianist. Er setzte Maßstäbe für das chromatische Spiel auf der diatonischen Mundharmonika mittels Überblastechnik.
Levy war Mitglied der Erstbesetzung von Béla Fleck and the Flecktones und prägte den Sound dieser Band auf den ersten drei Aufnahmen von 1990 bis 1992 entscheidend mit, bis er die Band anschließend verließ, um innerhalb eines neuen Rahmens mehr eigenes Material veröffentlichen und mehr Zeit für seine Familie haben zu können. Es entstanden anschließend Alben in Zusammenarbeit mit verschiedenen Künstlern wie z. B. Mark Nauseef. Mit Eugene Friesen und Glen Velez bildete er das Trio Globo, mit dem er mehrere Alben vorlegte. Levy blieb auch als Gastmusiker aktiv, seine Arbeit auf Alben von Rabih Abou-Khalil fand besondere Beachtung. Für das 2011 erschienene Studioalbum "Rocket Science" fanden sich die Flecktones wieder in der Ursprungsbesetzung zusammen.
Er ist Gründer des Labels Balkan Samba Records.